# V355 Водолея
V355 Водолея (лат. V355 Aquarii), HD 218503 — одиночная переменная звезда в созвездии Водолея на расстоянии приблизительно 144 световых лет (около 44 парсеков) от Солнца. Видимая звёздная величина звезды — от +10,46m до +10,2m.

## Характеристики
V355 Водолея — оранжевый карлик, вращающаяся переменная звезда типа BY Дракона (BY) спектрального класса K5V. Радиус — около 0,6 солнечного, светимость — около 0,169 солнечной. Эффективная температура — около 4779 К.